# Xavier Silas
Pour les articles homonymes, voir Silas.
Xavier James Silas, né le 22 janvier 1988 à Austin au Texas, est un joueur puis entraîneur américain de basket-ball. Pendant sa carrière de joueur, il évolue au poste d'arrière. Silas est le fils de James Silas, qui a joué 10 saisons en NBA.

## Biographie

### Carrière universitaire
Il effectue son cursus universitaire à Colorado puis avec les Huskies de Northern Illinois de l'université du Nord de l'Illinois. Ses statistiques en National Collegiate Athletic Association (NCAA) sont de 16,1 points, 4,2 rebonds et 1,7 passe en 99 matchs disputés, avec 22,3 points, 4,6 rebonds et 1,8 passe lors de la dernière saison en 2010-2011.

### Carrière professionnelle
Non sélectionné lors de la draft de la NBA, il est invité à participer au camp d'entraînement des 76ers de Philadelphie. Mais en raison du lock-out en NBA, il signe en septembre 2011 un contrat avec le club français de Gravelines Dunkerque qui évolue en Pro A, niveau le plus élevé du basket-ball en France. Mais peu présent sur les parquets français, Silas décide de quitter le club deux mois plus tard, après avoir reçu une nouvelle invitation des 76ers de Philadelphie. Toutefois, il n'est pas conservé dans l'effectif qui dispute la saison et il évolue en NBA Development League (NBDL) avec les Red Claws du Maine. Le 24 avril 2012, les 76ers le rappelle, lui offrant un contrat pour finir la saison. Il joue finalement deux matchs.
Le 13 juillet 2012, lors de la NBA Summer League de 2012, Silas quitte le match après une collision avec un coéquipier. Silas a reçu un coup de coude accidentel, lui faisant subir une commotion cérébrale et une fracture du crâne possible. Les 76ers ont déclaré qu'il allait subir une intervention chirurgicale.
En septembre 2012, Silas re-signé avec les 76ers. Cependant, il a été renoncé au mois prochain.
Le 1er novembre 2012, Silas a signé avec les Red Claws du Maine.

## Clubs
- 2011 :  Gravelines Dunkerque (Pro A)
- 2011-2012 :  Red Claws du Maine (NBDL)
- 2012 :  76ers de Philadelphie (NBA)
- 2012-2013 :  Red Claws du Maine (NBDL)
- 2013-2014 :  Maccabi Ashdod
- 2014 :  Quimsa
- 2015 :  Nea Kifisia BC